# Ensamheten är inte så vacker (som den ibland kan verka)
Ensamheten är inte så vacker (som den ibland kan verka) är en teaterföreställning med Pontus Gårdinger och Amanda Renberg i rollerna. Pjäsen hade urpremiär den 18 april 2006 i Stockholm på ett konstgalleri (Galleri Gummesons) och kläddesignen stod Bea Szenfeld för. Konstverk med motiv av skådespelarna målades av Joakim Andersson och ställdes ut i samband med att teaterföreställningen spelades.
Regi och manuskript av Erik Ljung.